# تپه مارانه
تپه مارانه مربوط به هزاره اول قبل از میلاد است و در شهرستان کامیاران، بخش مرکزی، روستای کلاتی واقع شده و این اثر در تاریخ ۱۰ دی ۱۳۸۱ با شمارهٔ ثبت ۶۹۱۷ به‌عنوان یکی از آثار ملی ایران به ثبت رسیده است.